# Josu Urrutia
Josu Urrutia Tellería (Lekeitio, 10 aprile 1968) è un dirigente sportivo ed ex calciatore spagnolo, di ruolo centrocampista, ex presidente dell'Athletic Bilbao.

## Carriera

### Giocatore
Dopo essere cresciuto nella cantera dell'Athletic Bilbao, debuttò in prima squadra con il Bilbao Athletic. Il suo esordio in Primera División spagnola risale alla stagione 1987-1988, nella partita Athletic Bilbao-Sporting Gijón (1-1).
Tutta la sua carriera si svolse con i baschi, fino al ritiro avvenuto nel 2003, dopo aver trascorso quindici stagioni in cui giocò 401 partite ufficiali, di cui 348 nella Liga.

### Dirigente
Nell'estate del 2011 si candida alla presidenza della società per la quale ha militato in tutta la carriera, venendo eletto il 7 luglio con 2261 voti di scarto ed ottenendo il record di voti tra tutte le precedenti elezioni del club.

## Palmarès

### Giocatore

#### Competizioni nazionali
- Segunda División B: 1

Bilbao Athletic: 1988-1989